# Leichtathletik-Weltmeisterschaften 2009/800 m der Männer

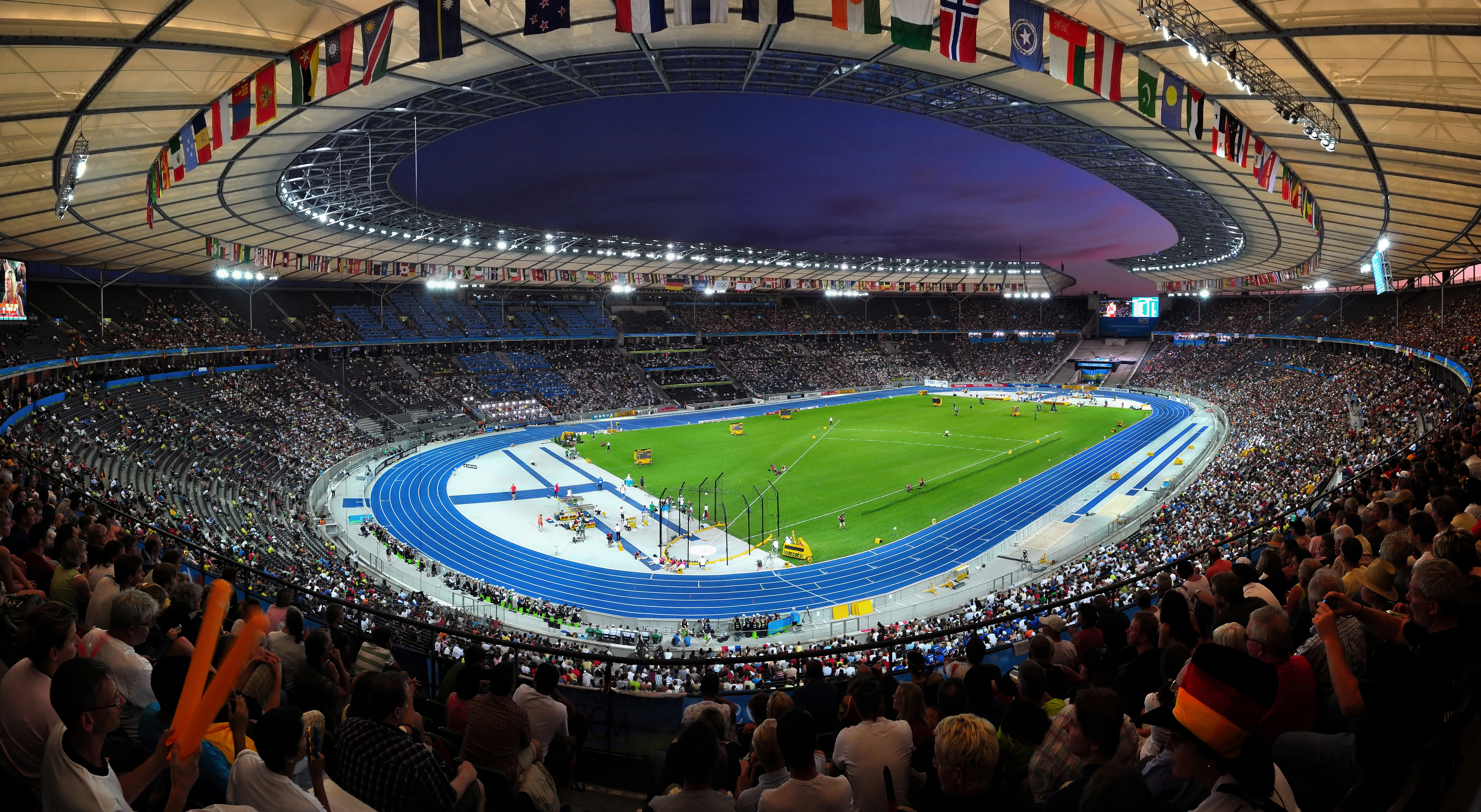
Das Berliner Olympiastadion während der Leichtathletik-Weltmeisterschaften

Der 800-Meter-Lauf der Männer bei den Leichtathletik-Weltmeisterschaften 2009 wurde vom 20. bis 23. August 2009 im Olympiastadion der deutschen Hauptstadt Berlin ausgetragen.
Weltmeister wurde der südafrikanische Olympiazweite von 2004 und WM-Dritte von 2005 Mbulaeni Mulaudzi.

Er gewann vor dem kenianischen Titelverteidiger und Olympiadritten von 2008 Alfred Kirwa Yego.

Bronze ging an den für Bahrain startenden Yusuf Saad Kamel, der bis 2003 kenianischer Staatsbürger gewesen war und den Namen Gregory Konchellah getragen hatte. Er hatte vier Tage zuvor das Rennen über 1500 Meter für sich entschieden und war der Sohn des zweifachen 800-Meter-Weltmeisters (1987/1991) und aktuellen Inhabers des WM-Rekords Wilson Kipketer.

## Bestehende Rekorde
| Weltrekord               | 1:41,11 min | Wilson Kipketer  | Köln, Deutschland       | 24. August 1997   |
| Weltmeisterschaftsrekord | 1:43,06 min | Billy Konchellah | WM 1987 in Rom, Italien | 1. September 1987 |

Der bestehende WM-Rekord wurde bei diesen Weltmeisterschaften nicht eingestellt und nicht verbessert.
Wie schon bei den vorangegangenen Weltmeisterschaften waren ausnahmslos alle Rennen auf den Spurt ausgerichtet. Es wurde kein hohes Tempo gelaufen – die schnellste Zeit gab es mit 1:45,01 min im zweiten Halbfinale – und so blieb der schon seit 1987 bestehende Weltmeisterschaftsrekord hier völlig ungefährdet.

## Vorrunde
Die Vorrunde wurde in sieben Läufen durchgeführt. Die ersten drei Athleten pro Lauf – hellblau unterlegt – sowie die darüber hinaus drei zeitschnellsten Läufer – hellgrün unterlegt – qualifizierten sich für das Halbfinale.

### Vorlauf 1

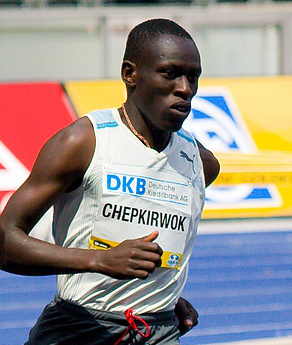
Abraham Chepkirwok – ausgeschieden als Fünfter in 1:48,57, min
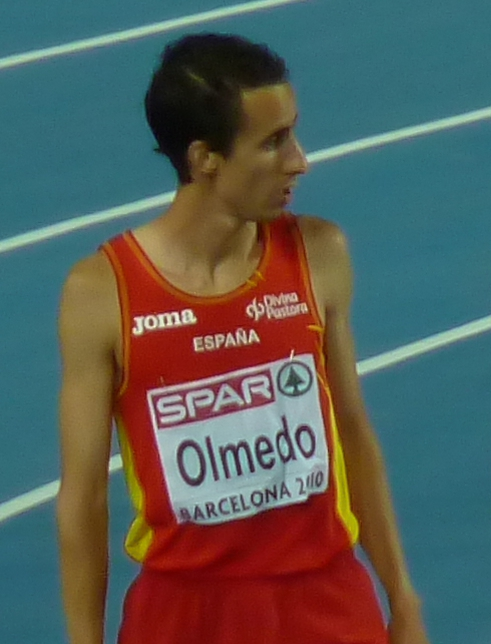
Manuel Olmedo erreichte im ersten Vorlauf nicht das Ziel

20. August 2009, 11: 45 Uhr
| Platz | Name               | Nation    | Zeit (min) |
| ----- | ------------------ | --------- | ---------- |
| 1     | Mbulaeni Mulaudzi  | Südafrika | 1:46,40    |
| 2     | Abubaker Kaki      | Sudan     | 1:46,41    |
| 3     | Fabiano Peçanha    | Brasilien | 1:46,68    |
| 4     | Sajad Moradi       | Iran      | 1:47,68    |
| 5     | Abraham Chepkirwok | Uganda    | 1:48,57    |
| 6     | Eduar Villanueva   | Venezuela | 1:48,61    |
| DNF   | Manuel Olmedo      | Spanien   |            |

### Vorlauf 2

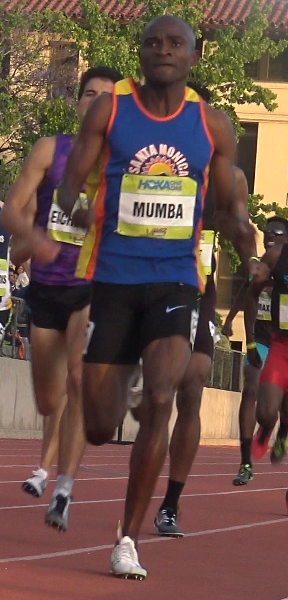
Prince Mumba – ausgeschieden als Sechster in 1:48,13 min

20. August 2009, 11: 53 Uhr
| Platz | Name                | Nation     | Zeit (min) |
| ----- | ------------------- | ---------- | ---------- |
| 1     | Nick Symmonds       | USA        | 1:47,12    |
| 2     | Belal Ali Mansoor   | Bahrain    | 1:47,16    |
| 3     | Ismail Ahmed Ismail | Sudan      | 1:47,20    |
| 4     | Mattias Claesson    | Schweden   | 1:48,02    |
| 5     | Thomas Chamney      | Irland     | 1:48,09    |
| 6     | Prince Mumba        | Simbabwe   | 1:48,13    |
| 7     | Ilija Ranitović     | Montenegro | 1:53,17    |
| 8     | Iulio Lafai         | Sambia     | 2:03,51    |

### Vorlauf 3

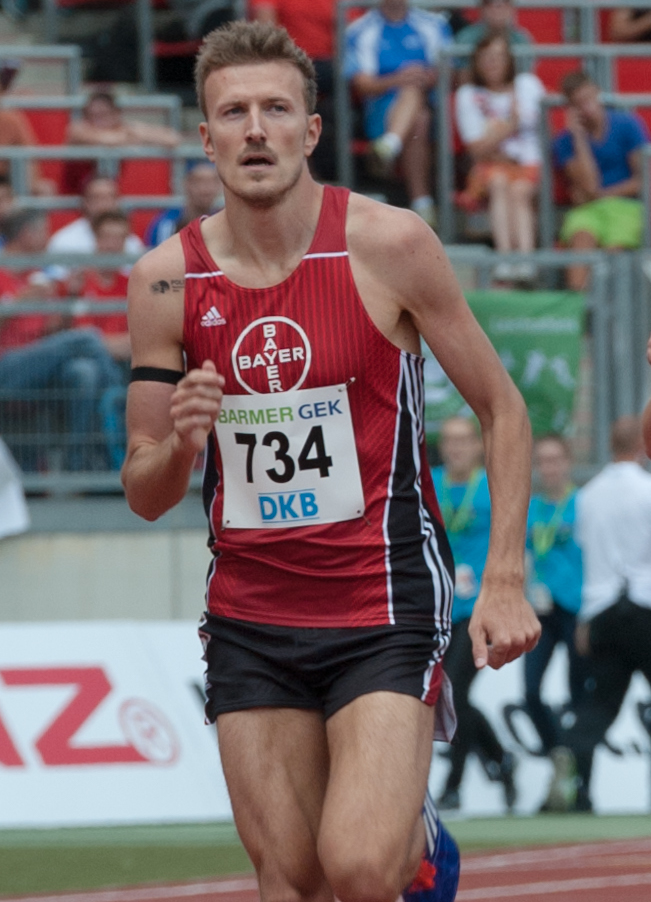
Robin Schembera – ausgeschieden als Achter in 1:54,47 min

20. August 2009, 12: 01 Uhr
| Platz | Name             | Nation      | Zeit (min) |
| ----- | ---------------- | ----------- | ---------- |
| 1     | Gary Reed        | Kanada      | 1:45,76    |
| 2     | Juri Borsakowski | Russland    | 1:45,86    |
| 3     | Jeff Lastennet   | Frankreich  | 1:46,30    |
| 4     | Samson Ngoepe    | Südafrika   | 1:46,54    |
| 5     | Ryan Brown       | USA         | 1:46,92    |
| 6     | Mike Schumacher  | Luxemburg   | 1:48,18    |
| 7     | Robin Schembera  | Deutschland | 1:54,47    |

### Vorlauf 4

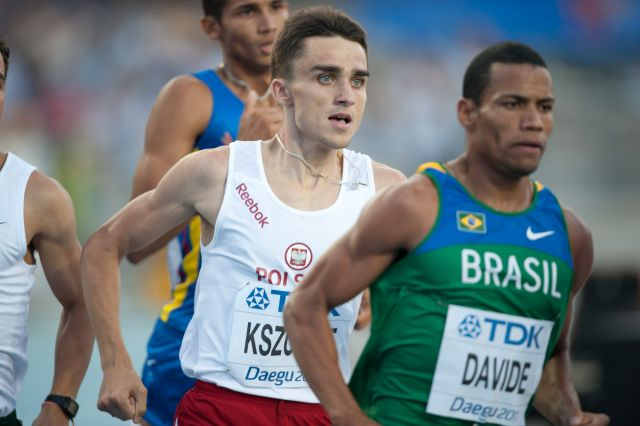
Kleberson Davide (rechts) – ausgeschieden als Fünfter in 1:47,51 min

20. August 2009, 12: 09 Uhr
| Platz | Name              | Nation        | Zeit (min) |
| ----- | ----------------- | ------------- | ---------- |
| 1     | Yusuf Saad Kamel  | Bahrain       | 1:46,43    |
| 2     | Asbel Kiprop      | Kenia         | 1:46,52    |
| 3     | Khadevis Robinson | USA           | 1:46,79    |
| 4     | Lukas Rifesser    | Italien       | 1:47,07    |
| 5     | Kleberson Davide  | Brasilien     | 1:47,51    |
| 6     | Mahamoud Farah    | Dschibuti     | 1:48,23    |
| DNS   | Ali Alderaan      | Saudi-Arabien |            |

### Vorlauf 5

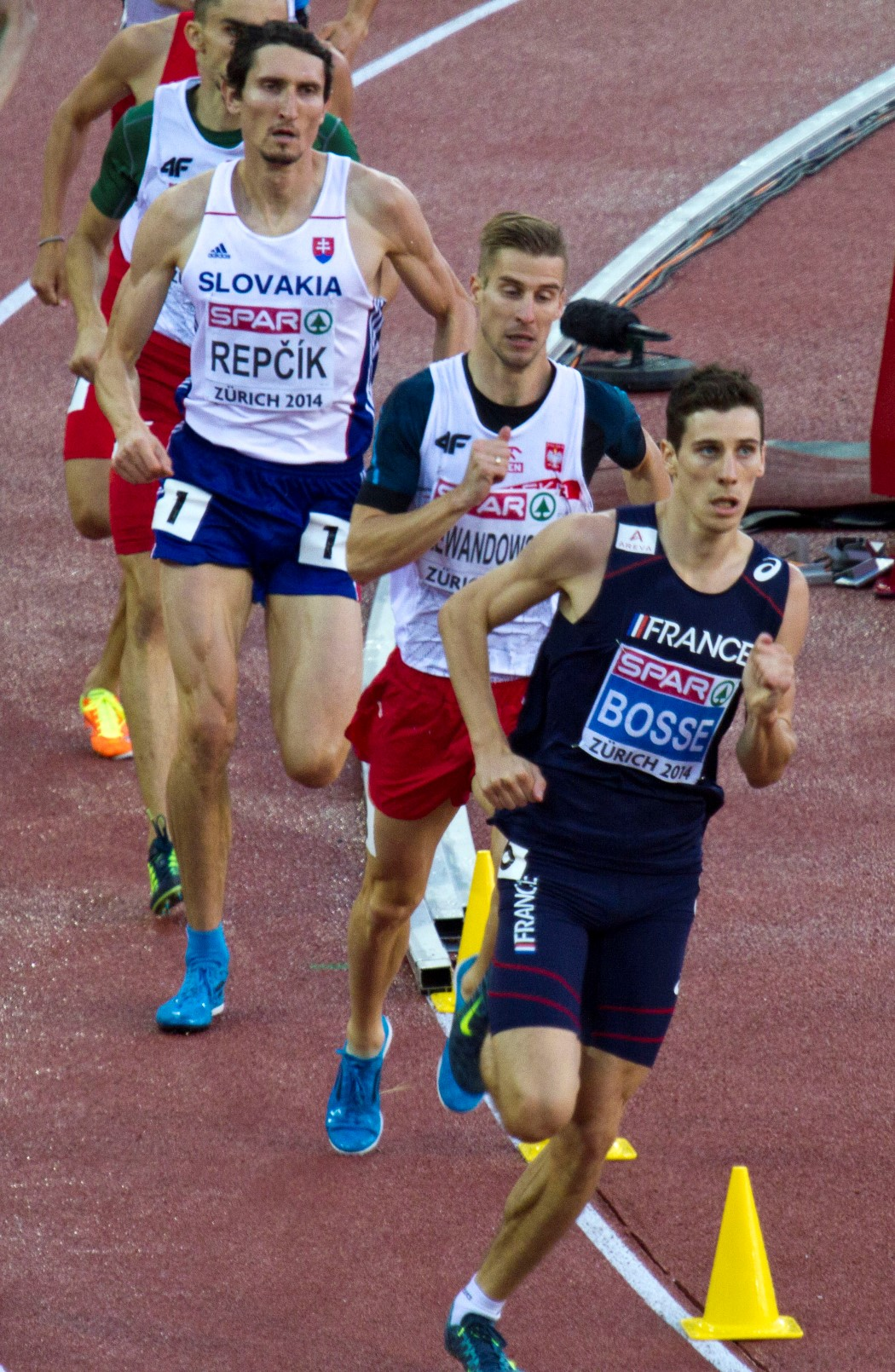
Jozef Repčík (auf dem Foto an dritter Stelle) – ausgeschieden als Sechster in 1:48,73 min

20. August 2009, 12:17 Uhr
| Platz | Name               | Nation        | Zeit (min) |
| ----- | ------------------ | ------------- | ---------- |
| 1     | Alfred Kirwa Yego  | Kenia         | 1:48,32    |
| 2     | Tamás Kazi         | Ungarn        | 1:48,40    |
| 3     | Marcin Lewandowski | Polen         | 1:48,41    |
| 4     | Mohammed al-Salhi  | Saudi-Arabien | 1:48,43    |
| 5     | Luis Alberto Marco | Spanien       | 1:48,47    |
| 6     | Jozef Repčík       | Slowakei      | 1:48,73    |
| 7     | Evans Pinto        | Bolivien      | 1:52,23    |
| 8     | Arnold Sorina      | Vanuatu       | 2:00,13    |

### Vorlauf 6
20. August 2009, 12:25 Uhr
| Platz | Name               | Nation         | Zeit (min) |
| ----- | ------------------ | -------------- | ---------- |
| 1     | David Rudisha      | Kenia          | 1:47,83    |
| 2     | Yeimer López       | Kuba           | 1:48,04    |
| 3     | Michael Rimmer     | Großbritannien | 1:48,20    |
| 4     | Abdoulaye Wagne    | Senegal        | 1:48,22    |
| 5     | Dmitrijs Miļkevičs | Lettland       | 1:48,43    |
| 6     | Mohammad al-Azemi  | Kuwait         | 1:51,73    |
| DNS   | Nadjim Manseur     | Algerien       |            |

### Vorlauf 7
20. August 2009, 12:33 Uhr
| Platz | Name                  | Nation      | Zeit (min) |
| ----- | --------------------- | ----------- | ---------- |
| 1     | Jackson Mumbwa Kivuva | Kenia       | 1:46,17    |
| 2     | Bram Som              | Niederlande | 1:46,33    |
| 3     | Amine Laalou          | Marokko     | 1:46,38    |
| 4     | Moise Joseph          | Haiti       | 1:46,46    |
| 5     | Adam Kszczot          | Polen       | 1:46,70    |
| 6     | Dmitrijs Jurkevičs    | Lettland    | 1:46,90    |
| 7     | Pablo Solares         | Mexiko      | 1:47,96    |

## Halbfinale
In den drei Halbfinalläufen qualifizierten sich die jeweils ersten beiden Athleten – hellblau unterlegt – sowie die darüber hinaus zwei zeitschnellsten Läufer – hellgrün unterlegt – für das Finale.
Im ersten Halbfinale stürzte der zu dem Zeitpunkt in Führung liegende Sodanese Abubaker Kaki. Dadurch kam es zu einer Behinderung des Polen Marcin Lewandowski und des Niederländers Bram Som. Beide konnten sich dann weder über ihre Platzierung noch über die Zeitregel für den Endlauf hatten qualifizieren, Lewandowski wurde Sechster, Som gab das Rennen auf. Aufgrund der Benachteiligung wurden sie anschließend zur Finalteilnahme zugelassen.

### Halbfinallauf 1

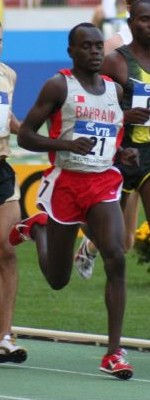
Belal Ali Mansoor reichte sein dritter Platz in 1:46,57 min nicht zur Finalteilnahme
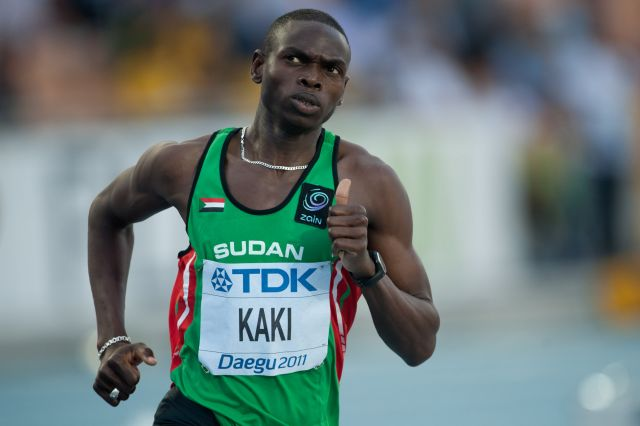
Abubaker Kaki stürzte und behinderte dabei zwei Läufer, die später zum Finale zugelassen wurden

21. August 2009, 21:10 Uhr
| Platz | Name                  | Nation      | Zeit (min)                        |
| ----- | --------------------- | ----------- | --------------------------------- |
| 1     | Nick Symmonds         | USA         | 1:45,96                           |
| 2     | Jackson Mumbwa Kivuva | Kenia       | 1:46,32                           |
| 3     | Belal Ali Mansoor     | Bahrain     | 1:46,57                           |
| 4     | Tamás Kazi            | Ungarn      | 1:47,01                           |
| 5     | Jeff Lastennet        | Frankreich  | 1:57,43                           |
| 6     | Marcin Lewandowski    | Polen       | 2:01,62 für das Finale zugelassen |
| DNF   | Abubaker Kaki         | Sudan       |                                   |
| DNF   | Bram Som              | Niederlande | für das Finale zugelassen         |

### Halbfinallauf 2

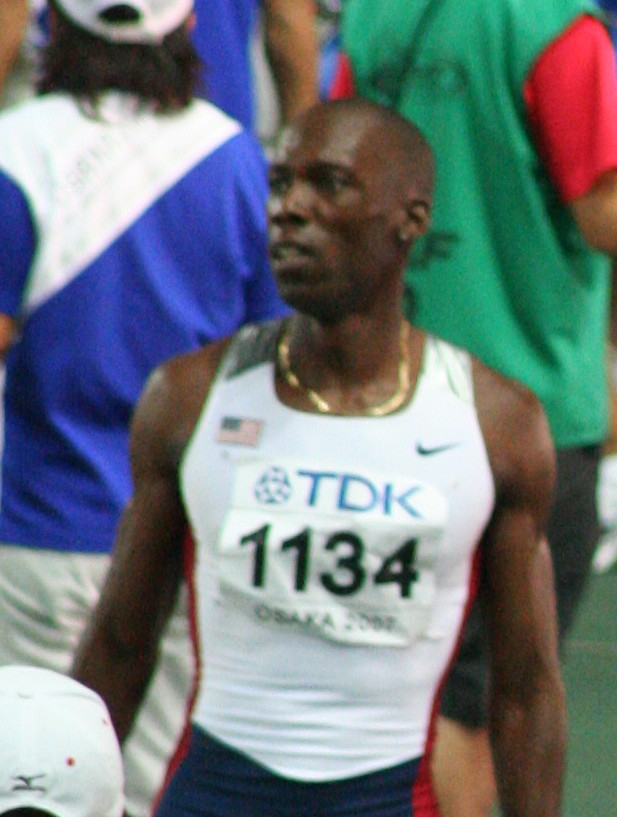
Khadevis Robinson – ausgeschieden als Fünfter in 1:45,91 min
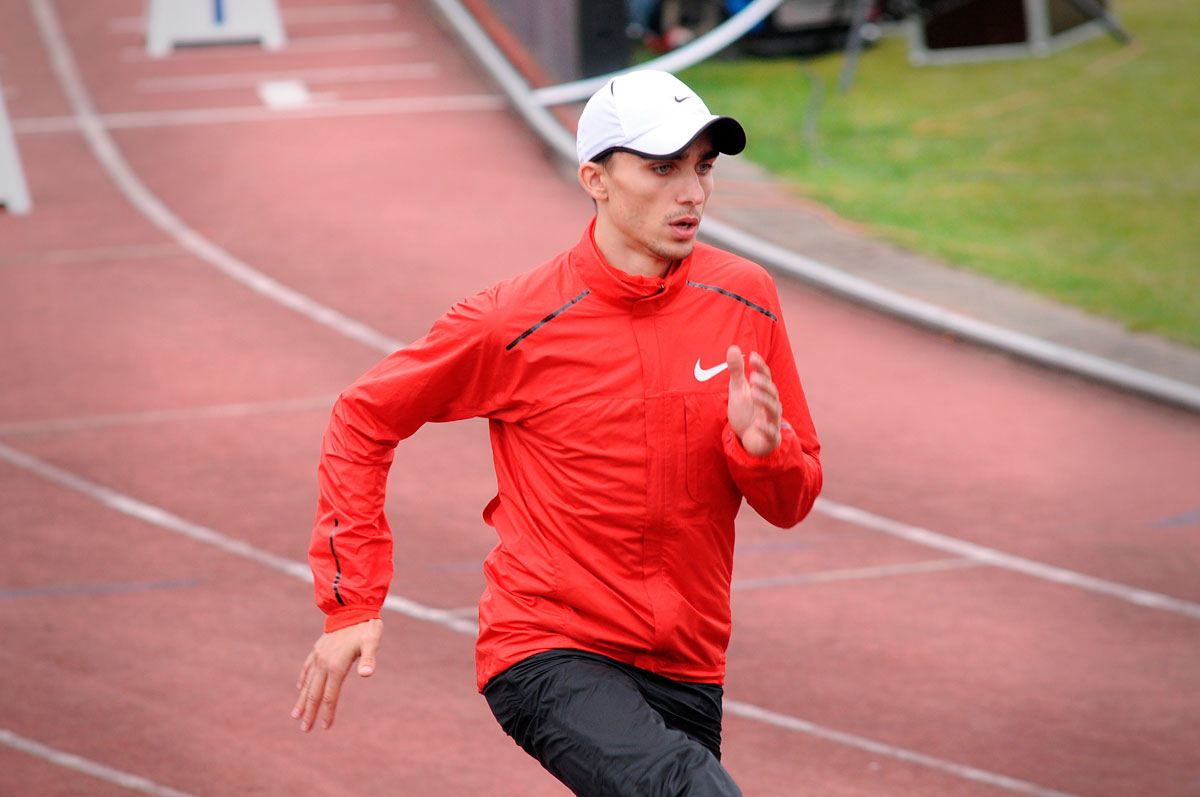
Adam Kszczot – ausgeschieden als Sechster in 1:46,33 s
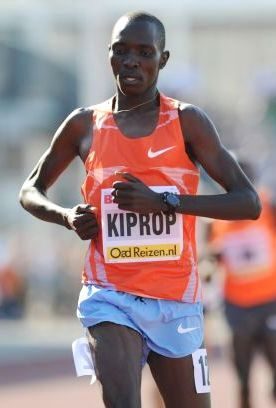
Asbel Kiprop – ausgeschieden als Siebter in 1:52,05 s

21. August 2009, 21:18 Uhr
| Platz | Name                | Nation    | Zeit (min) |
| ----- | ------------------- | --------- | ---------- |
| 1     | Yusuf Saad Kamel    | Bahrain   | 1:45,01    |
| 2     | Juri Borsakowski    | Russland  | 1:45,16    |
| 3     | Alfred Kirwa Yego   | Kenia     | 1:45,22    |
| 4     | Mbulaeni Mulaudzi   | Südafrika | 1:45,26    |
| 5     | Khadevis Robinson   | USA       | 1:45,91    |
| 6     | Adam Kszczot        | Polen     | 1:46,33    |
| 7     | Asbel Kiprop        | Kenia     | 1:52,05    |
| DNF   | Ismail Ahmed Ismail | Sudan     |            |

### Halbfinallauf 3
21. August 2009, 21:26 Uhr
| Platz | Name            | Nation         | Zeit (min) |
| ----- | --------------- | -------------- | ---------- |
| 1     | Amine Laalou    | Marokko        | 1:45,27    |
| 2     | Yeimer López    | Kuba           | 1:45,33    |
| 3     | David Rudisha   | Kenia          | 1:45,40    |
| 4     | Gary Reed       | Kanada         | 1:45,60    |
| 5     | Moise Joseph    | Haiti          | 1:45,87    |
| 6     | Fabiano Peçanha | Brasilien      | 1:45,94    |
| 7     | Michael Rimmer  | Großbritannien | 1:46,77    |
| 8     | Samson Ngoepe   | Südafrika      | 1:49,03    |

Im dritten Halbfinale ausgeschiedene Läufer:

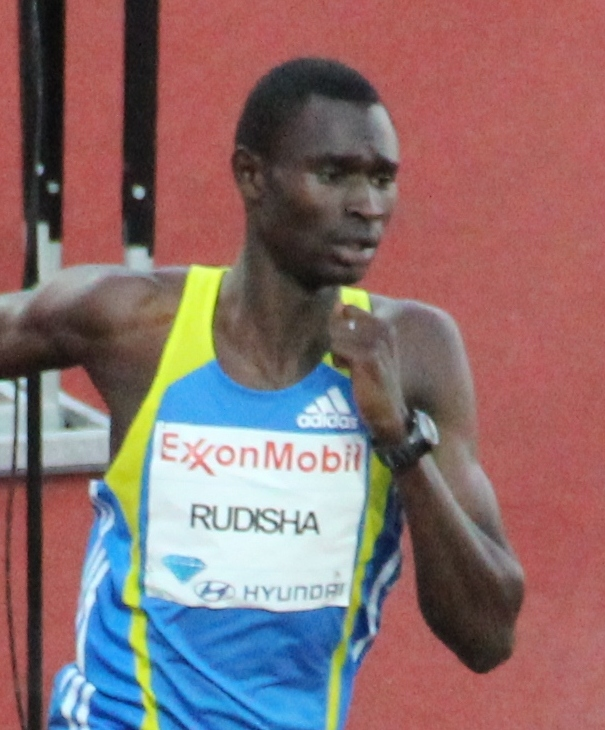
David Rudisha, später zweimal Weltmeister und zweimal Olympiasieger – Rang drei in 1:45,27 min
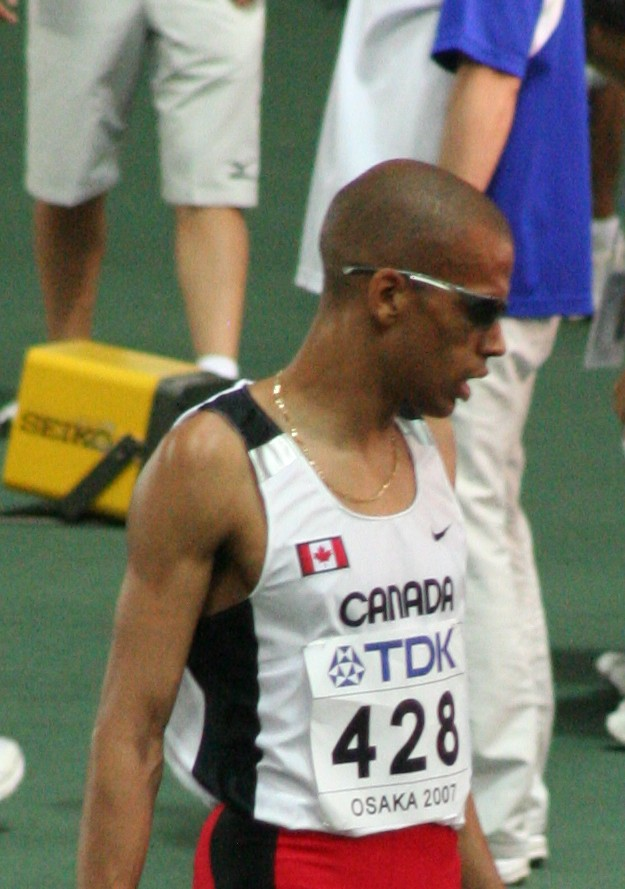
Gary Reed, 2007 Vizeweltmeister – Rang vier in 1:45,60 min
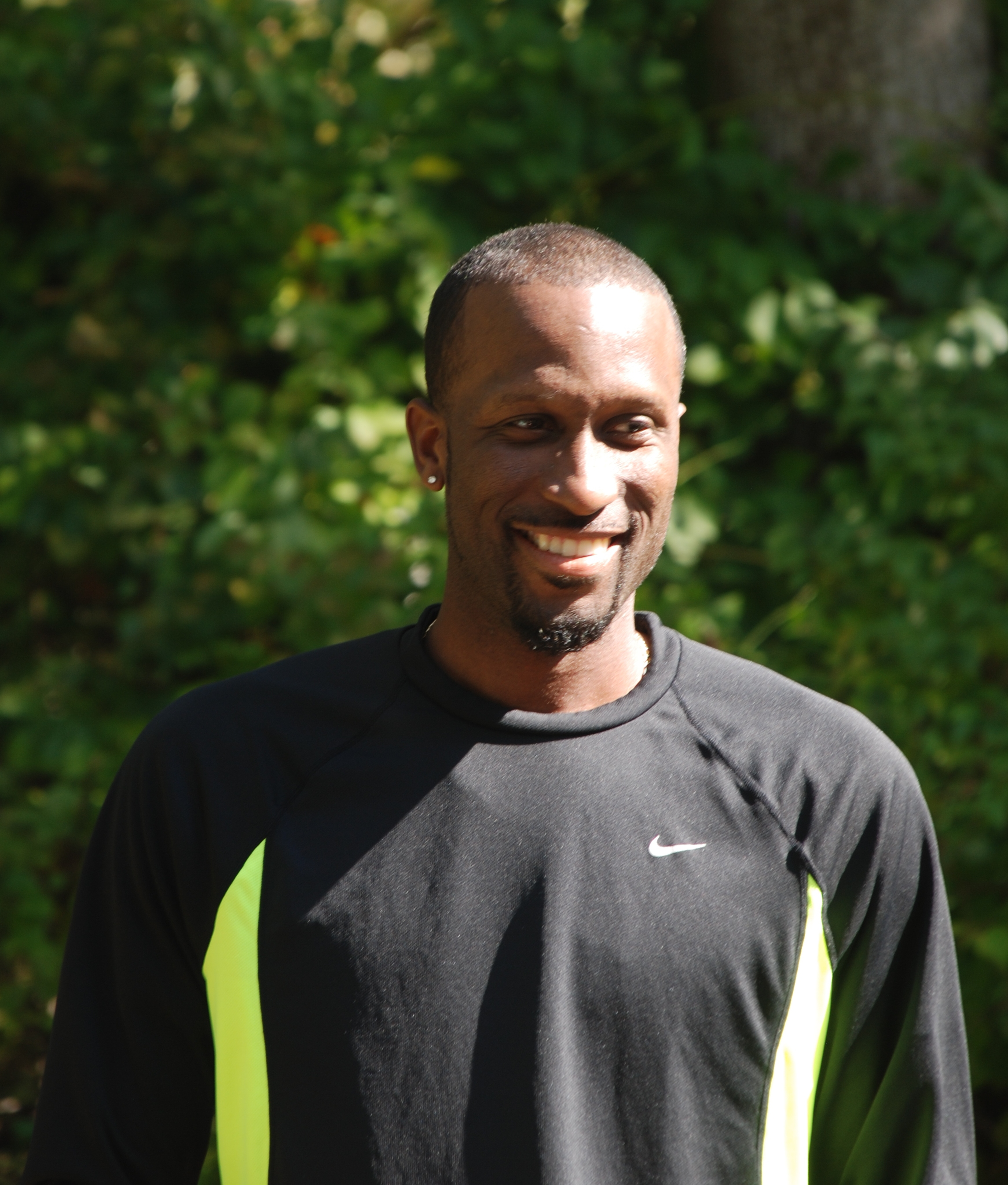
Moise Joseph Rang fünf in 1:45,87 min
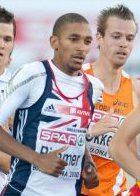
Michael Rimmer Rang sieben in 1:46,77 min

## Finale
Zu diesem 800-Meter-Finale traten ausnahmsweise zehn anstatt wie sonst bei Weltmeisterschaften acht Teilnehmer an. Im ersten Halbfinale war es durch den Sturz eines Wettbewerbers zu einer Behinderung zweier Läufer – Marcin Lewandowski und Bram Som – gekommen, die sich dann weder über ihre Platzierung noch über die Zeitregel für den Endlauf hatten qualifizieren können. Aufgrund der Benachteiligung wurden sie anschließend zur Finalteilnahme zugelassen.
Das in diesem Finale mäßige Tempo führte dazu, dass es am Ende im Finish äußerst eng zuging. Die ersten acht Läufer lagen im Ziel innerhalb einer knappen Sekunde. Den Ersten und Zweiten trennten lediglich sechs Hundertstelsekunden, die Läufer auf den Medaillenplätzen für Silber und Bronze lagen bis auf die Hundertstelsekunde gleichauf, der Viertplatzierte folgte mit weiteren 22 Hundertstelsekunden Rückstand.
23. August 2009, 17:25 Uhr
| Platz | Name                  | Nation      | Zeit (min) |
| ----- | --------------------- | ----------- | ---------- |
| 1     | Mbulaeni Mulaudzi     | Südafrika   | 1:45,29    |
| 2     | Alfred Kirwa Yego     | Kenia       | 1:45,35    |
| 3     | Yusuf Saad Kamel      | Bahrain     | 1:45,35    |
| 4     | Juri Borsakowski      | Russland    | 1:45,57    |
| 5     | Amine Laalou          | Marokko     | 1:45,66    |
| 6     | Nick Symmonds         | USA         | 1:45,71    |
| 7     | Bram Som              | Niederlande | 1:45,86    |
| 8     | Marcin Lewandowski    | Polen       | 1:46,17    |
| 9     | Jackson Mumbwa Kivuva | Kenia       | 1:46,39    |
| 10    | Yeimer López          | Kuba        | 1:47,80    |

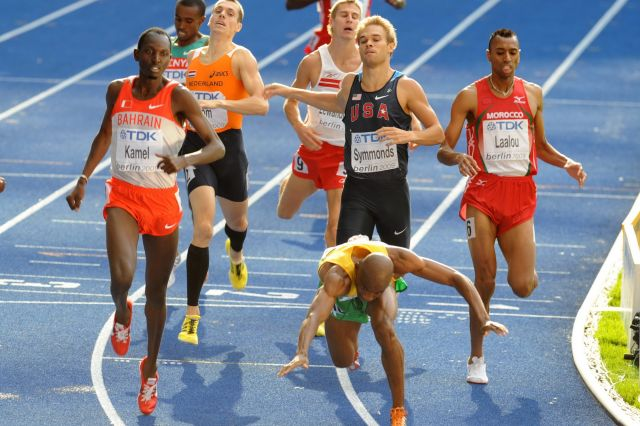
Hauchdünner Zieleinlauf des 800-Meter-Finales

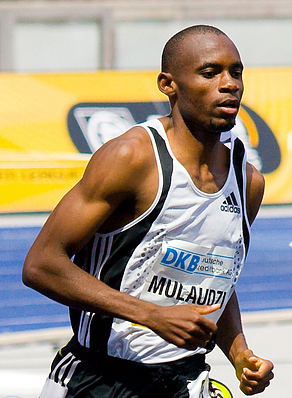
Nach Olympiasilber 2004 und WM-Bronze 2005 nun Gold für Mbulaeni Mulaudzi
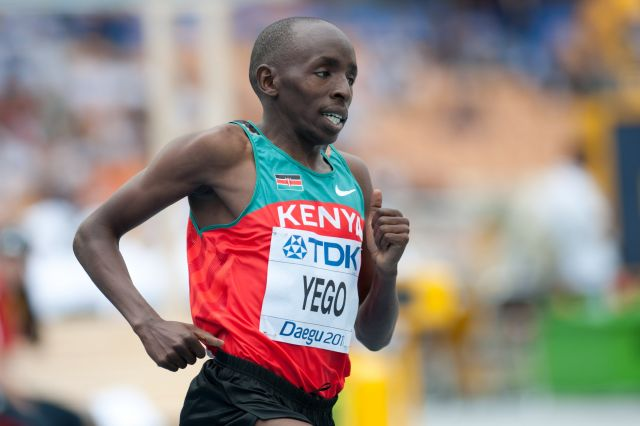
Alfred Kirwa Yego, Titelverteidiger und 2008 Olympiadritter, wurde Vizeweltmeister
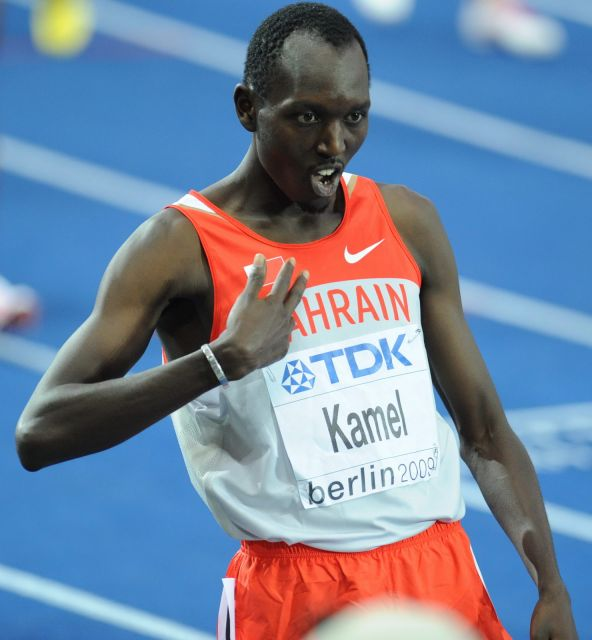
Nach seinem Sieg vier Tage über 1500 Meter errang Yusuf Saad Kamel mit Bronze eine weitere Medaille

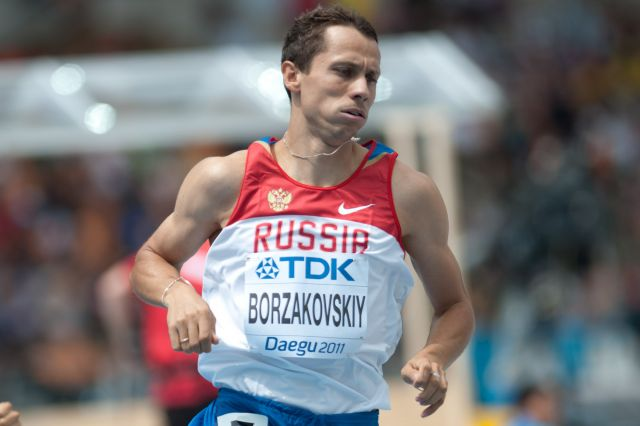
Juri Borsakowski, 2004 Olympiasieger und zweifacher WM-Medaillengewinner (2003 Silber / 2007 Bronze), belegte Rang vier
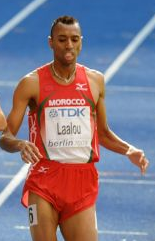
Amine Laalou kam auf den fünften Platz
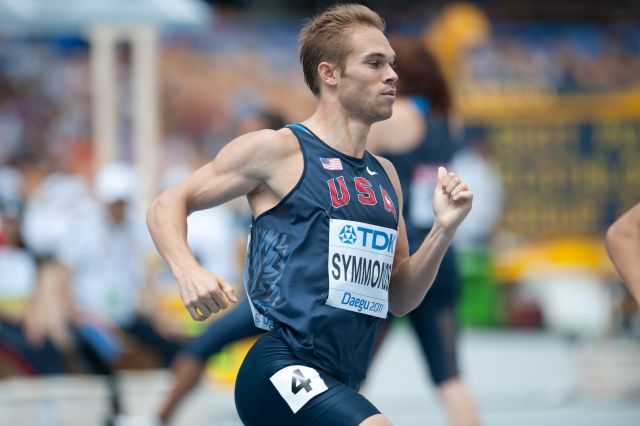
Nick Symmonds – Rang sechs
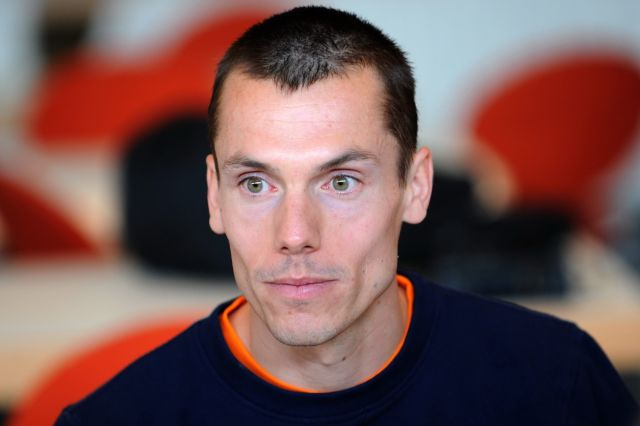
Bram Som erhielt aufgrund einer Behinderung im Halbfinale für den Endlauf ein Sonderstartrecht und wurde Siebter
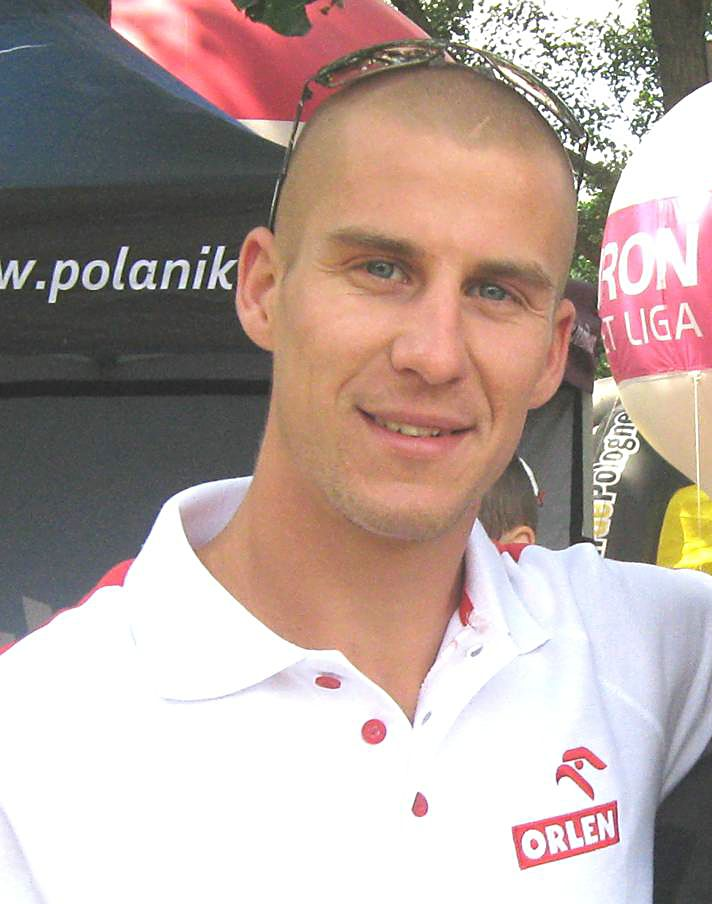
Marcin Lewandowski erreichte – wie Bram Som mit Sonderstartrecht – Platz acht
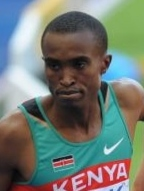
Der neuntplatzierte Jackson Mumbwa Kivuva

## Videolinks
- Final 800m Men_World Championship 2009, youtube.com, abgerufen am 19. November 2020
- 12th IAAF World Championships in Athletics Berlin 2009 - 800m Semi-Final, youtube.com, abgerufen am 19. November 2020